# Sitio de Meaux
El sitio de Meaux se libró en 1422 entre los ingleses y los franceses durante la guerra de los Cien Años. los ingleses fueron dirigidos por el rey Enrique V. El rey enfermó mientras luchaba en esta larga batalla, que tuvo lugar durante los meses de invierno como resultado de ello, murió el 31 de agosto.

## Contexto e historia
Enrique V había regresado de Inglaterra en junio de 1421 con 4000 soldados y partió de inmediato para relevar al  duque de Exeter en París. La capital fue amenazada por las fuerzas francesas con sede en Dreux, Meaux y Joigny. El rey asedió y capturó a Dreux con bastante facilidad, y luego se dirigió al sur donde capturó Vendôme y Beaugency antes de marchar hacia Orleans. No tenía suficientes suministros para asediar una ciudad tan grande y bien defendida por lo que después de tres días se dirigió al norte para capturar Villeneuve-le-Roy.
Hecho esto, Enrique V marchó sobre Meaux con un ejército de más de 20 000 hombres. [2] La defensa de la ciudad fue liderada por el «Bastardo de Vaurus», por todas las cuentas cruel y malvado, pero de todos modos un valiente comandante. El sitio comenzó el 6 de octubre de 1421 y las minas y el bombardeo pronto derribaron los muros.
Muchos aliados del rey Enrique estaban allí para ayudarlo en el asedio. Arturo III de Bretaña, ex conde de Richmond emitido por una prisión inglesa, vino a jurar lealtad al Rey de Inglaterra y servir con sus tropas bretonas. También estaba allí Felipe III de Borgoña, pero muchos de los hombres del duque estaban luchando en otras áreas: en Picardía, como Jean de Luxembourg y Hugues de Lannoy, maestro de arqueros, acompañados por un cuerpo de ataque anglo-borgoñón, a finales de marzo de 1422 donde conquistó varios lugares de Ponthieu y Vimeu a pesar de los esfuerzos de las tropas de Joachim Rouhault, Jean Poton de Xaintrailles y Jean d'Harcourt, mientras que en Champagne, el Conde Vaudemont fue derrotado en batalla por La Hire.
Las bajas comenzaron a aumentar en el ejército inglés, incluido John Clifford, séptimo barón de Clifford que había estado en el sitio de Harfleur , la batalla de Agincourt , y recibió la rendición de Cherburgo . [3] [ fuente no confiable ] También falleció en el sitio el joven John Cornwall, único hijo del famoso noble John Cornwall, 1er Barón Fanhope. El joven John Cornwall tenía solo diecisiete años cuando fue asesinado en el Sitio de Meaux. Murió junto a su padre, quien presenció la explosión de la cabeza de su hijo con una pistola. Los ingleses también empezaron a enfermarse al comienzo del asedio, y se estima que un décimo sexto de los asediadores murieron de disentería y viruela, mientras que miles murieron gracias a la valiente defensa de los hombres de armas dentro de la ciudad.
A medida que continuaba el asedio, el propio Henry se enfermó, aunque se negó a irse hasta que se terminara el asedio. Desde Inglaterra llegaron buenas noticias de que el 6 de diciembre, la reina Catalina le había dado a luz un hijo y heredero en Windsor .
El 9 de mayo de 1422, la ciudad de Meaux se rindió, aunque la guarnición se mantuvo. Bajo el continuo bombardeo, la guarnición se rindió también el 10 de mayo, luego de un asedio de 8 meses. El Bastardo de Vaurus fue decapitado, al igual que un trompetista llamado Orace, quien una vez se había burlado de Henry. Sir John Fortescue se instaló como capitán inglés del castillo de Meaux. [4]
A estas alturas, Henry estaba bastante enfermo. Poco después del sitio, mientras se dirigía a Cosne-sur-Loire , se encontró incapaz de conducir, y tuvo que ser trasladado a Vincennes, donde llegó el 10 de agosto. Enrique V murió en Vincennes el 31 de agosto de 1422. Tenía treinta y seis años. [5]